# Cilicaea spinulosa
Cilicaea spinulosa là một loài chân đều trong họ Sphaeromatidae. Loài này được Haswell miêu tả khoa học năm 1882.